# Endasys analis
Endasys analis là một loài tò vò trong họ Ichneumonidae.